# Hymn (Ultravox-Lied)
Hymn ist ein Song von Ultravox aus dem Jahr 1982. Er wurde als zweite Single aus ihrem sechsten Studioalbum Quartet ausgekoppelt.

## Entstehung und Inhalt
Das Lied wurde von Warren Cann, Chris Cross, Billy Currie und Midge Ure geschrieben und von George Martin produziert. Das Singlecover zeigt einige Symbole der Freimaurerei wie Zirkel und Winkel.
Schlagzeuger Warren Cann schrieb den Refrain von Hymn und war stark vom Song Mourning Star von The Zones (1979) inspiriert. Chris Cross schrieb die Strophe mit Hilfe von Midge Ure, während Billy Currie die Bridge schrieb.
Textlich beschreibt das Lied eine Zeit der Korruption, in der „alles Gute in Ungnade fällt“ und „verschiedene Wörter [...] eine andere Bedeutung haben“. Der Protagonist drückt seine weltlichen Ambitionen nach „Macht und Ruhm“ in Redewendungen aus der Bibel („das Märchenbuch“, engl. „storybook“) aus, insbesondere mithilfe des Vaterunser.

## Musikvideo
In Übereinstimmung mit diesem Thema zeigt das Musikvideo eine teuflische Figur (gespielt von Oliver Tobias), die Männer verführt, die auf ihren Gebieten kämpfen (ein Schauspieler, ein Politiker, ein Musiker und ein Büroassistent, gespielt von den vier Ultravox-Mitgliedern). Nach der Unterzeichnung eines Vertrags erzielen sie alle Erfolg, allerdings – wie in den letzten Szenen angedeutet – hat dieser einen Preis. In den Szenen des Schauspielers ist ein Filmplakat des Films Raiders of the Lost Ark (1981, deutsch Jäger des verlorenen Schatzes) zu sehen. Der Vertrag, den die vier Bandmitglieder unterschreiben, trägt das Datum 19. August 1982.

## Rezeption
Die Single wurde am 10. November 1982 veröffentlicht und erreichte Platz elf im Vereinigten Königreich, Platz neun in Deutschland und Platz sechs der Schweizer Charts.

## Titelliste
7"-Version
- Hymn [Single Edit] – 4:24 (Text: Midge Ure – Musik: Warren Cann, Chris Cross, Billy Currie, Midge Ure)
- Monument – 3:16 (Warren Cann, Billy Currie)

12"-Version
- Hymn – 5:46
- Monument – 3:16
- The Thin Wall (Live) – 5:54 (Text: Midge Ure, Warren Cann – Musik: Warren Cann, Billy Currie, Midge Ure)

## Coverversionen
Das Lied wurde von zahlreichen Künstlern gecovert, darunter Magna Charta (1990), Cabballero (1994), Cosmo (1994), das deutsche Elektroprojekt Music Instructor (1995) – die Coverversion erreichte Platz acht in Deutschland –, Supporters (1997), The Stunned Guys (1998), Edguy (1998), DJ Jaxx (2000), 4 Clubbers (2002), Gigi D’Agostino (2003), Lunatica (2004), Tina Cousins (2004), DJ Psychophaze (2005), Mägo de Oz (Mañana empieza hoy) (2005), Raz Ohara (2005), Age Pee (2006), Trancemission (2006), Parasytic (2008), Proximity (2010), Kirlian Camera (2011), Mägo de Oz (2013), Marnik & Danko (2018), Klaas (2021) und Lord of the Lost (2023).